# Большесухоязово
Большесухоязово (мар. Кугу Соказа; баш. Оло Сухояз) — деревня в Мишкинском районе Республики Башкортостан Российской Федерации. Административный центр Большесухоязовского сельсовета.

## История
Первые упоминания в исторических источниках относятся к 1605—1606 годам.

## География

### Географическое положение
Расстояние до:
- районного центра (Мишкино): 31 км,
- ближайшей ж/д станции (Загородная): 100 км.

## Население
| 2002 | 2009 | 2010 |
| ---- | ---- | ---- |
| 702  | ↘661 | ↘604 |

Национальный состав
Согласно переписи 2002 года, преобладающая национальность — марийцы (92 %).